# Pelsin
Pelsin ist ein Ortsteil der Stadt Anklam im Landkreis Vorpommern-Greifswald in Mecklenburg-Vorpommern.

## Geografie und Verkehr
Pelsin ist ein Angerdorf mit Gut, Kirche und Kirchhof. Der Ort liegt an der Bundesstraße 197. Die Stadt Anklam liegt etwa zwei Kilometer nördlich des Ortes. Die Bundesautobahn 20 ist über den Anschluss Anklam (etwa 25 Kilometer) zu erreichen.
Etwa 1,4 km ostsüdöstlich befindet sich der rund 15 Hektar große Pelsiner See, der als Badegewässer genutzt wird.

## Geschichte
Der Ort ist slawischen Ursprungs. Beleg dafür ist die westlich vom Ort befindliche archäologisch nachgewiesene slawische Siedlung.
Pelsin wurde erstmals 1254 als Pallezsin urkundlich genannt. Der slawische Name bedeutet ‚Schleichbach‘.
1285 schenkte Herzog Bogislaw IV. von Pommern das in der Urkunde Pulsin genannte Dorf zusammen mit Gellendin, Woserow und Bargischow der Stadt Anklam. In der Urkunde wurden außerdem Salzquellen und Vorkommen von Raseneisenstein auf den Feldmarken aller vier Dörfer erwähnt. Bis ins 19. Jahrhundert hatte Pelsin 12 Vollbauernstellen. Die Kämmerei der Stadt Anklam erwarb zwischen 1847 und 1855 einen Doppelbauernhof. Um 1865 hatte das Dorf 246 Einwohner.
Nach der Preußischen Uraufnahme hatte Pelsin vor 1835 eine Bockwindmühle und laut Preußischer Neuaufnahme vor 1880 eine Holländerwindmühle. Das Gut ist noch einschließlich Park überwiegend erhalten.
Bis zum 31. Dezember 2009 war Pelsin eine selbständige Gemeinde mit dem zugehörigen Ortsteil Stretense innerhalb des Amtes Anklam-Land (bis zum 1. Januar 2005 dem Amt Spantekow angehörig). Letzter Bürgermeister Pelsins war Steffen Brasch. Am 1. Januar 2010 wurde Pelsin in die Stadt Anklam eingemeindet.

## Sehenswürdigkeiten

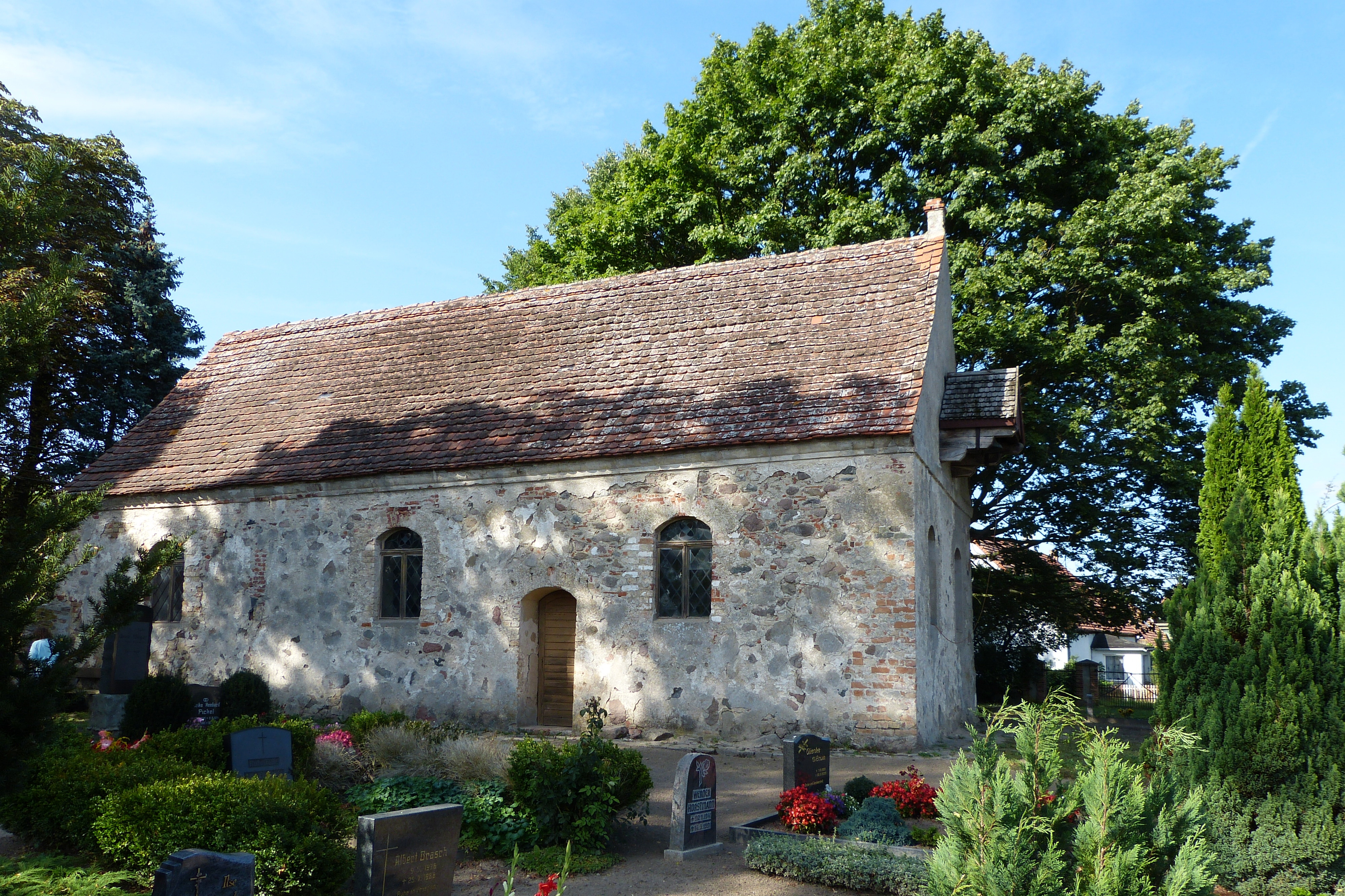
Kirche Pelsin (2012)

- Die Kirche Pelsin ist eine verputzte Feldsteinkirche aus dem 15. Jahrhundert. Die undatierte Glocke befindet sich in einer hölzernen Auskragung am Ostgiebel. Der polygonale Kanzelkorb stammt wohl aus dem 17. Jahrhundert. Die Kirchenausstattung wurde im 19. Jahrhundert verändert. Die Kirche gehört zur Kirchengemeinde Anklam in der Propstei Pasewalk im Kirchenkreis Pommern der Nordkirche.

## Persönlichkeiten
- Margot von Heyden-Linden (1895–1975), Gutsbesitzerin und Malerin